# Timpan (arhitektura)
Timpan (od grčke riječi „timpanon“) ili zabatno polje je za naziv za trokutnu površinu između vodoravne i dviju kosih greda vijenca grčkog i rimskoga hrama kvadratične osnove. 
Pojam timpan označava i trokutasto polje zabata koji se nalaze iznad niša, prozora i vrata, kojim završavaju edikule, stele i oltarne pregrade.
Timpan ili zabatno polje često je ukrašeno skulpturama ili reljefima, premda može biti i prazno.
Nakon klasičnog razdoblja antike, timpan se često javlja u sakralnoj arhitekturi od romanike nadalje iznad glavnih, a često i iznad bočnih ulaznih vrata crkava. 
Takvi timpani, u pravilu skulpturalno ili reljefno ukrašeni, umjesto dviju kosih greda koje su u klasičnoj arhitekturi slijedile rub krova, iznad vodoravne grede imaju lučni završetak, te se nazivaju lunete.
Središnji dio njihova dvoslivnog gređa zabata ponekad može biti prekinut, čineći tako površinu timpana djelomično neomeđenom, što stvara mjesto za reljefnu dekoraciju koja se, osobito u baroku, širi znatno izvan zabatnoga polja.